# Tania Sierra
Tania Del Valle Sierra Calderaro (Altagracia de Orituco, Estado Guárico, Venezuela, 24 de julio de 1972) es una profesora venezolana. Desde 2017 hasta 2021 se desempeñó como alcaldesa del Municipio José Tadeo Monagas, estado Guárico, Venezuela, por el Partido Socialista Unido de Venezuela (PSUV).

## Biografía
Tania Del Valle es hija del matrimonio conformado por el recordado Maestro Sierra, Rafael Sierra y María Luisa Calderaro de Sierra. En su niñez tenía aspiración en ser una en gobernar algún día a su ciudad. La gente no se esperaba que esas ansias de querer manejar las riendas de su pueblo, darían un cambio totalmente, aseguran ciudadanos.
Su pareja es Merlín Guaiquirima.
A pesar de vivir esta relación sentimental con Guaquirima, Sierra desde hace un principio había tenido otras varias parejas. Uno de sus hijos es Raul Inojosa, que anteriormente trabajó en la televisora IVC, fue designado por su madre como director general de la Alcaldía del Municipio José Tadeo Monagas, una acción que es catalogada como nepotismo.

## Vida profesional
Tania del Valle Sierra se graduó en la UPEL "El Mácaro" de Altagracia de Orituco como docente de Aula y profesora Universitaria. Estuvo formada en La Habana, Cuba, de la 3° era avanzada del Frente Francisco de Miranda (FFM). También Sierra tiene el cargo de Supervisora del Ministerio del Poder Popular para la Educación.

## Vida política
En 2017 Tania Sierra se postuló a la candidatura en la elecciones municipales de ese año por el Partido Socialista Unido de Venezuela (PSUV), y sus aliados del GPP. Durante su campaña como candidata visitó en su única vez, la sede de la Policía Municipal, hoy extinta, para pedir los votos para el día de las elecciones. Tania Sierra resultó ganadora con 18.411 votos con el 71,97%, según fuente del Consejo Nacional Electoral; frente a su principal oponente, el candidato de la Unión Política Popular 89 (UPP89) Carlos Julio Bandres que obtuvo 4.745 votos con el 18,54%.

### Elecciones municipales de 2017
| Candidato/a          | Partido político / Alianza                              | Partido político / Alianza | Votos adjudicados | %     |
| -------------------- | ------------------------------------------------------- | -------------------------- | ----------------- | ----- |
| Tania Sierra         | PSUV, TUPAMARO, PODEMOS, MEP, ORA, Alianza Cambio (GPP) |                            | 18.411            | 71,97 |
| Carlos Julio Bandres | UPP89                                                   |                            | 4.745             | 18,54 |
| Orlando Malave Risso | COPEI, MAS, Avanzada Progresista                        |                            | 1.449             | 5,66  |
| Dulce Meza           | PPT                                                     |                            | 976               | 3,81  |

## Polémicas

### Críticas
Sierra ha sido criticada durante su mandato municipal p de mil formas y con una infinidad de comentarios, por sus adversarios, con críticas destructivas con el  alcohol y unas tantas situaciones más.

### Escándalo de Jimmy Louka
El 8 de agosto de 2019 en su programa radial de los jueves "De Corazón Con Monagas" amenazó al reportero del Diario La Antena en el Mcpio. Monagas, Jamel Louka, más conocido como "Jimmy" el de La Antena; por estar haciendo reportes de la deficiencia y el mal estado de Altagracia de Orituco, sobre todo en sus calles, y luego publicarlos en dicho periódico públicamente. Las declaraciones se hicieron saber un día después por la página web de noticias locales "Noticias Del Orituco", que muy pronto se convertiría en un escándalo social en todo el pueblo y en los medios comunicación, al igual que en el Sindicato Nacional de Trabajadores de la Prensa (SNTP) que después denunciaría a la alcaldesa Sierra por amenazar a Louka de hacer verdaderamente su trabajo periodístico.
El SNTP a través de su cuenta de Twitter manifestó lo siguiente: 

1. AlertaSNTP

El reportero de Altagracia de Orituco, en #Guárico, Jamel Louka fue amenazado por la alcaldesa del municipio Monaga, Tania Sierra, durante un programa radial transmitido el #8Ago
a través de Guaraña 97.5FM.

La funcionaria dijo "tenerle el ojo puesto".

Tania Sierra de forma muy "original" respondió de la siguiente manera:

Hoy es #Martes13 y el @SNTPVenezuela lo sabe. Si creen que me van a echar a perder el día están muy equivocados señores de la mentira y el caos, aquí en el municipio Monagas del estado Guárico estamos es trabajando papá. ¡Vayan con su mal agüero pa' otro lado!#13AGO

Cabe mencionar que el medio de comunicación de donde se conoció la noticia, Noticias Del Orituco, reseño lo siguiente:

Alcaldesa Tania Sierra aseguró que tienen el ojo puesto a James (corregido a Jamel) "Jimmy" Louka, corresponsal del Diario La Antena en el Municipio José Tadeo Monagas por hacer reportes y publicarlos en distintas ediciones de La Antena en donde se dice que en Altagracia de Orituco la calles están destruidas con muchos huecos, botes de aguas servidas, la problemática de la gasolina, y otras situaciones de mal gusto.

Sierra dijo esto en su programa radial en Guaraña 97.5FM "De Corazón Con Monagas" el día de ayer jueves 8 de agosto.